# AMD Athlon II
Athlon X2 Série A
L'Athlon II un microprocesseur de la marque AMD. C'est un processeur milieu de gamme succédant au Athlon 64 X2 et au modèle Kuma et dérivé des précédents Phenom.
Utilisant l'architecture K10 comme ses prédécesseurs, il se caractérise essentiellement par la nouvelle finesse de gravure en 45 nm (die-shrink), que l'on retrouve aussi sur les Phenom II.
Selon la configuration les Athlon II entrent en concurrence avec les Core 2 ainsi que les différentes gammes basées sur la microarchitecture Nehalem.

## Architecture

Die du Regor

### Absence de cache L3
La principale différence de la gamme Athlon II par rapport aux modèles Phenom II est la suppression du cache L3. Ce dernier n'offre pas un réel gain d'utilisation en raison d'une fréquence de fonctionnement jugée trop basse et sa perte permet ainsi de conserver des performances relativement proches des Phenom II dans certaines conditions. Mais l'absence de cache L3 permet surtout de réduire la taille du die qui passe ainsi de 258 mm2 à 169 mm2 et de diminuer la consommation électrique. Cette réduction de taille du die permet aussi d'augmenter le nombre de puces par wafer et donc abaisse le coût de production des Athlon II par rapport aux Phenom II.

### Socket AM3

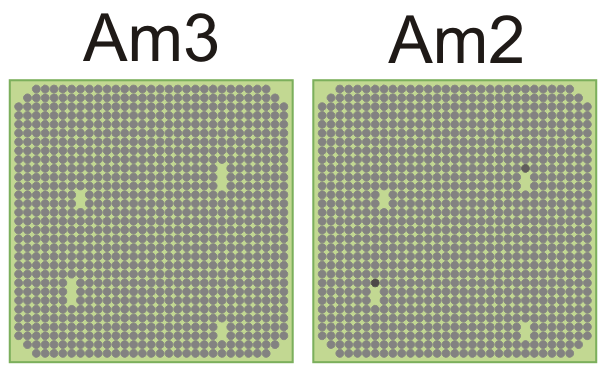
Figure 2 : Schéma d'organisation des pins pour les sockets AM3 et AM2(+). En foncé sur le socket AM2, les pins supplémentaires.

Inauguré avec les Phenom II, le socket AM3 est une évolution du socket AM2+ qui se distingue par une configuration légèrement différente des pins : les processeurs pour socket AM3 bénéficient ainsi de 938 pins contre 940 pour les AM2+ (figure 2). Cette différence de seulement 2 pins se manifeste par une modification des butoirs sur le socket et permet ainsi aux processeurs pour socket AM3 de conserver une compatibilité avec les socket AM2 et AM2+ tandis que l'inverse n'est pas possible. Cette initiative permet ainsi une évolution à moindre coût à partir d'une carte mère à socket AM2/AM2+ à condition que les fabricants de cartes-mères mettent à jour leur bios.

### Contrôleur mémoire DDR3
L'apparition des Phenom II à socket AM3 a introduit la gestion de la mémoire DDR3 en plus de la DDR2 et qui a été repris par les Athlon II. Deux contrôleurs mémoire sont ainsi implantés sur le die (figure 1). La mémoire DDR2 est officiellement gérée jusqu'à la DDR2-1066 bien que son intérêt soit limité car elle présente des performances proches de la DDR2-800 tandis que la DDR3 est gérée jusqu'à 1 600 MHz.

## Nomenclature
| Famille de processeurs basés sur l'Athlon II d'AMD | Famille de processeurs basés sur l'Athlon II d'AMD | Famille de processeurs basés sur l'Athlon II d'AMD | Famille de processeurs basés sur l'Athlon II d'AMD | Famille de processeurs basés sur l'Athlon II d'AMD | Famille de processeurs basés sur l'Athlon II d'AMD | Famille de processeurs basés sur l'Athlon II d'AMD |
| AMD K10                                            | Quadruple coeur                                    | Double coeur                                       | Quadruple coeur                                    | Triple coeur                                       | Double coeur                                       | Mono-coeur                                         |
| -------------------------------------------------- | -------------------------------------------------- | -------------------------------------------------- | -------------------------------------------------- | -------------------------------------------------- | -------------------------------------------------- | -------------------------------------------------- |
| Nom de coeur                                       | Llano                                              | Llano                                              | Propus                                             | Rana                                               | Regor                                              | Sargas                                             |
| Lithographie                                       | 32 nm                                              | 32 nm                                              | 45 nm                                              | 45 nm                                              | 45 nm                                              | 45 nm                                              |
| Socket                                             | FM1                                                | FM1                                                | AM3                                                | AM3                                                | AM3                                                | AM3                                                |
| Date de sortie                                     | Août 2011                                          | Fév-Juin 2012                                      | Sep 2009                                           | Nov 2009                                           | Juin 2009                                          | Août 2009                                          |

### Packaging

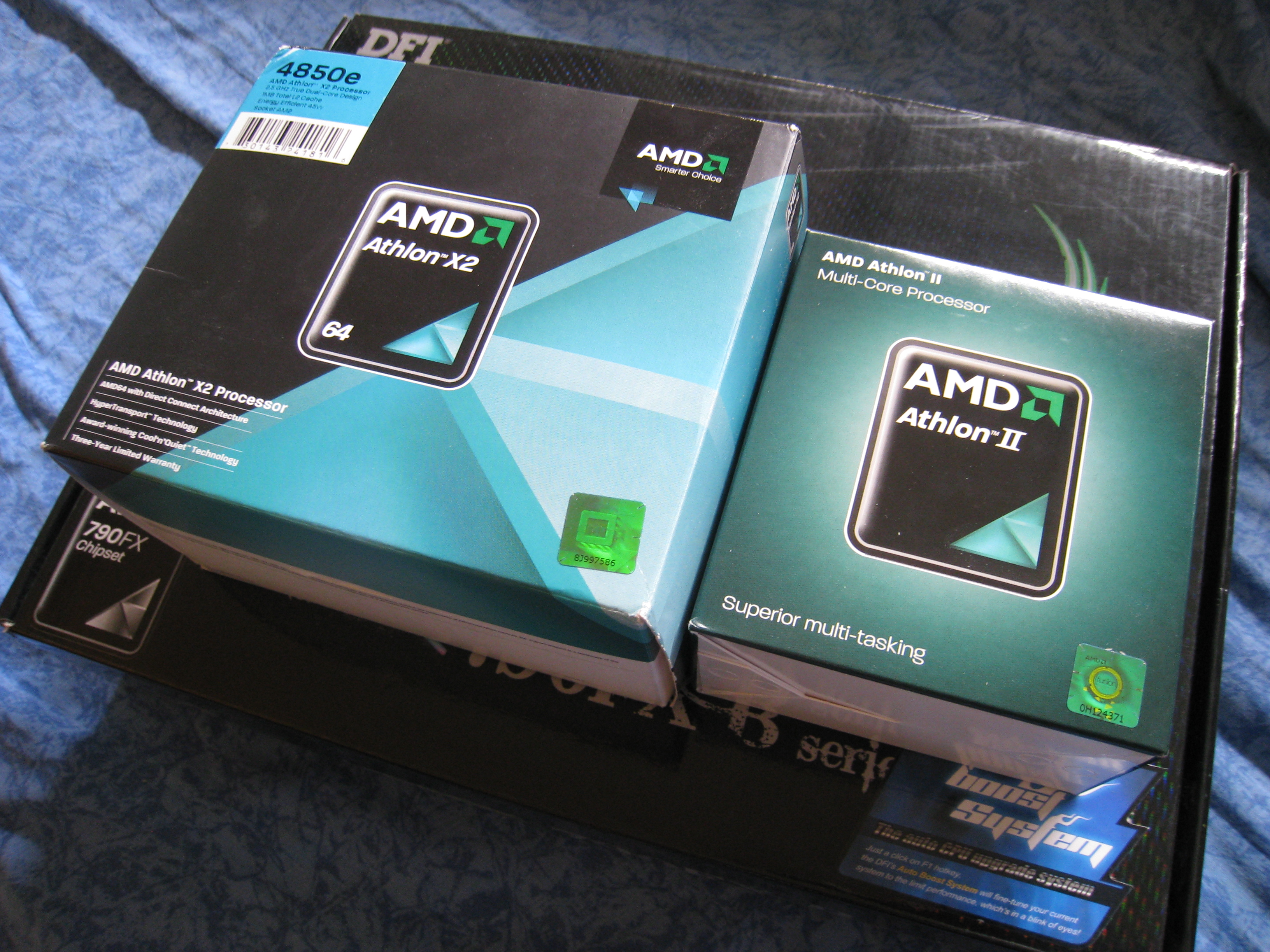
Un nouvel emballage plus petit

À l'image d'Intel, AMD a décidé de modifier son packaging pour les Athlons II en proposant des boîtes de dimensions plus petites, ceci pour réduire les coûts et faire un geste écologique en diminuant les déchets liés aux emballages.

## Bugs et autres problèmes

### Réactivation du cache L3
Bien que le die des cœurs Propus, et accessoirement Rana, soit distinct des Phenom II par l'absence du cache L3, il semble que certains exemplaires soient en réalité des Phenom II auxquels le cache L3 aurait été désactivé dans une logique de recyclage de dies défaillants. Un utilisateur aurait ainsi réussi à réactiver le cache L3 à la suite de l'activation de l'ACC. Par la suite, l'utilisation de die Phenom II a été confirmée et il est même possible de distinguer les Propus natifs (numéro de série en AADAC et CADAC) des Phenom II (Deneb) à cache L3 désactivé (numéro de série en CACYS).

### Tension Vcore élevée
Les différents tests effectués sur les Athlon II X4 620 ont souligné une tension de fonctionnement (Vcore) jugée élevée (1,4 V). Cette caractéristique n'est pas nouvelle en soi et a déjà été constatée sur d'autre produits de la gamme AMD : Sempron 140 et Phenom II X4 965 BE mais la tension constatée est bien supérieure à ce dernier pourtant plus puissant (3,4 GHz). Diverses initiatives, ont donc été menées pour déterminer la tension minimale de fonctionnement à fréquence d'origine (2,6 GHz). Les résultats ont ainsi démontré qu'AMD augmente volontairement la tension de ces Athlons II d'au moins 0,250 V.
Les raisons sont multiples : il s'agit tout d'abord pour AMD de justifier la gamme Energy Efficient (xX Xxxe) au TDP plus bas (45 W) et donc au Vcore inférieur. La seconde raison concerne la politique de reconversion de cœurs Deneb défectueux au niveau de leur cache L3. En conservant une tension élevée, on facilite leur intégration dans la gamme Athlon II. Enfin des processeurs à tension plus élevée offrent de meilleures opportunités en termes d'overclocking (hausse de 25 % de la fréquence à Vcore constant).

## La gamme Bureau
La gamme Phenom II est complétée vers l'entrée de gamme par les modèles Athlon II. Contrairement aux précédentes gammes Athlon, celle-ci comprend des variantes triple et quadruple-cœur en plus des traditionnels double-cœur car il s'agit de Phenom II dépourvus de cache de niveau 3 (Cache L3). Ils seront tous disponibles par défaut sur socket AM3. Les premiers Athlon II ont été lancés en même temps que les Phenom II X2 au salon Computex 2009. La version X2 lancée en premier est légèrement différente du fait de la quantité de mémoire cache de niveau 2 qui a été doublé (2 × 1 Mio).

### Propus
La gamme Athlon II X4 permet à AMD d'offrir au grand public les premiers quadruple-cœur à bas coût. Le premier modèle sorti (Athlon II X4 620) est ainsi vendu aux alentours de 100 € tandis que le quadruple-cœur le moins cher chez Intel (Core 2 Quad Q8200) coûte environ 130 €. Comme indiqué plus haut, ces modèles sont quelquefois des AMD Phenom II jugés défectueux et dont le cache L3 a été désactivé ce qui en augmente leur attrait.
Initialement prévu pour le mois d'avril 2009, AMD a décidé dans un premier temps de retarder leur lancement au mois d'août 2009, mais malgré diverses annonces il fallut attendre la mi-septembre pour que le premier modèle sorte.
| Modèle            | Nombre de cœurs | Fréquence | Cache       | Cache       | Cache | Mult. | Tension         | Révision (Stepping code)              | Die     | TDP  | HyperTransport | Référence                   | Commercialisation | Commercialisation | Commercialisation |
| Modèle            | Nombre de cœurs | Fréquence | L1          | L2          | L3    | Mult. | Tension         | Révision (Stepping code)              | Die     | TDP  | HyperTransport | Référence                   | Début             | Fin               |                   |
| ----------------- | --------------- | --------- | ----------- | ----------- | ----- | ----- | --------------- | ------------------------------------- | ------- | ---- | -------------- | --------------------------- | ----------------- | ----------------- | ----------------- |
| Athlon II X4 6xx  |                 |           |             |             |       |       |                 |                                       |         |      |                |                             |                   |                   |                   |
| X4 650            | 4               | 3,2 GHz   | 4 × 128 Kio | 4 × 512 Kio | -     | ×16   | 0,85 - 1,25 V   | C3                                    | BL / RB | 95 W | 4,0 GT/s       | ADX650WFK42GM               | ?                 |                   |                   |
| X4 645            | 4               | 3,1 GHz   | 4 × 128 Kio | 4 × 512 Kio | -     | ×15,5 |                 | C3                                    | BL / RB | 95 W | 4,0 GT/s       |                             |                   |                   |                   |
| X4 640            | 4               | 3,0 GHz   | 4 × 128 Kio | 4 × 512 Kio | -     | ×15   |                 | C3                                    | BL / RB | 95 W | 4,0 GT/s       |                             | 11 mai 2010       |                   |                   |
| X4 635            | 4               | 2,9 GHz   | 4 × 128 Kio | 4 × 512 Kio | -     | ×14,5 | 0,85 - 1,25 V   | C3 (AADHC AD) C2 (AADAC AD, CADAC AD) | BL / RB | 95 W | 4,0 GT/s       | ADX635WFK42GM ADX635WFK42GI | 25 janvier 2010   |                   |                   |
| X4 630            | 4               | 2,8 GHz   | 4 × 128 Kio | 4 × 512 Kio | -     | ×14   | 0,9 - 1,425 V   | C3 (AADHC AD) C2 (AADAC AD, CADAC AD) | BL / RB | 95 W | 4,0 GT/s       | ADX630WFK42GM ADX630WFK42GI | 16 septembre 2009 |                   |                   |
| X4 620            | 4               | 2,6 GHz   | 4 × 128 Kio | 4 × 512 Kio | -     | ×13   | 0,925 - 1,425 V | C2 (CACYC AC, CADAC AD)               | BL / RB | 95 W | 4,0 GT/s       | ADX620WFK42GI               | 16 septembre 2009 | 11 mai 2010       |                   |
| Athlon II X4 6xxe |                 |           |             |             |       |       |                 |                                       |         |      |                |                             |                   |                   |                   |
| X4 615e           | 4               | 2,5 GHz   |             |             |       |       |                 |                                       |         | 45 W |                |                             |                   |                   |                   |
| X4 610e           | 4               | 2,4 GHz   | 4 × 128 Kio | 4 × 512 Kio | -     | ×12   | 0,775 - 1,25 V  | C3                                    | BL / RB | 45 W | 4,0 GT/s       | AD610EHDK42GM               | 11 mai 2010       |                   |                   |
| X4 605e           | 4               | 2,3 GHz   | 4 × 128 Kio | 4 × 512 Kio | -     | ×11,5 |                 | C3 (AADHC AD) C2 (AADAC AD, CADAC AD) | BL / RB | 45 W | 4,0 GT/s       | AD605EHDK42GM AD605EHDK42GI | 20 octobre 2009   |                   |                   |
| X4 600e           | 4               | 2,2 GHz   | 4 × 128 Kio | 4 × 512 Kio | -     | ×11   |                 | C2                                    | BL / RB | 45 W | 4,0 GT/s       | AD600EHDK42GI               | 20 octobre 2009   |                   |                   |

### Rana
| Modèle            | Nombre de cœurs | Fréquence | Cache       | Cache       | Cache | Mult. | Tension        | Révision (Stepping code)              | Die     | TDP  | HyperTransport | Référence                   | Commercialisation | Commercialisation | Commercialisation |
| Modèle            | Nombre de cœurs | Fréquence | L1          | L2          | L3    | Mult. | Tension        | Révision (Stepping code)              | Die     | TDP  | HyperTransport | Référence                   | Début             | Fin               |                   |
| ----------------- | --------------- | --------- | ----------- | ----------- | ----- | ----- | -------------- | ------------------------------------- | ------- | ---- | -------------- | --------------------------- | ----------------- | ----------------- | ----------------- |
| Athlon II X3 4xx  |                 |           |             |             |       |       |                |                                       |         |      |                |                             |                   |                   |                   |
| X3 460            | 3               | 3,4 GHz   |             |             |       |       |                |                                       |         | 95 W |                |                             |                   |                   |                   |
| X3 455            | 3               | 3,3 GHz   |             | 3 × 512 Kio | -     | x16,5 |                |                                       |         | 95 W |                |                             |                   |                   |                   |
| X3 450            | 3               | 3,2 GHz   |             |             |       |       |                |                                       |         | 95 W |                |                             |                   |                   |                   |
| X3 445            | 3               | 3,1 GHz   | 3 × 128 Kio | 3 × 512 Kio | -     | ×15,5 |                | C3                                    | BL / RB | 95 W | 4,0 GT/s       | ADX445WFK32GM               | 11 mai 2010       |                   |                   |
| X3 440            | 3               | 3,0 GHz   | 3 × 128 Kio | 3 × 512 Kio | -     | ×15   | 0,85 - 1,425 V | C3 (AADHC AD) C2 (AADAC AD, CADAC AD) | BL / RB | 95 W | 4,0 GT/s       | ADX440WFK32GM ADX440WFK32GI | 25 janvier 2010   |                   |                   |
| X3 435            | 3               | 2,9 GHz   | 3 × 128 Kio | 3 × 512 Kio | -     | ×14,5 | 0,85 - 1,425 V | C3 (AADHC AD) C2 (AACYC AC, CADAC AD) | BL / RB | 95 W | 4,0 GT/s       | ADX435WFK32GM AD405EHDK32GI | 20 octobre 2009   |                   |                   |
| X3 425            | 3               | 2,7 GHz   | 3 × 128 Kio | 3 × 512 Kio | -     | ×13,5 | 0,85 - 1,425 V | C2                                    | BL / RB | 95 W | 4,0 GT/s       | ADX425WFK32GI               | 20 octobre 2009   | 11 mai 2010       |                   |
| Athlon II X3 4xxe |                 |           |             |             |       |       |                |                                       |         |      |                |                             |                   |                   |                   |
| X3 420e           | 3               | 2,6 GHz   |             |             |       |       |                |                                       |         | 45 W |                |                             |                   |                   |                   |
| X3 415e           | 3               | 2,5 GHz   | 3 × 128 Kio | 3 × 512 Kio | -     | ×12,5 | 0,775 - 1,25 V | C3                                    | BL / RB | 45 W | 4,0 GT/s       | AD415EHDK32GM               | 11 mai 2010       |                   |                   |
| X3 405e           | 3               | 2,3 GHz   | 3 × 128 Kio | 3 × 512 Kio | -     | ×11,5 |                | C3 (AADHC AD) C2 (CADAC AD)           | BL / RB | 45 W | 4,0 GT/s       | AD405EHDK32GM AD405EHDK32GI | 20 octobre 2009   |                   |                   |
| X3 400e           | 3               | 2,2 GHz   | 3 × 128 Kio | 3 × 512 Kio | -     | ×11   |                | C2                                    | BL / RB | 45 W | 4,0 GT/s       | AD400EHDK32GI               | 20 octobre 2009   |                   |                   |

### Regor
Contrairement à leurs ainés, les Athlon X2 bénéficient de ventirad low-profile (épaisseur réduite). Les modèles X2 2x0U sont à très faible TDP (25 W) et destinés uniquement aux marchés des OEM. Ils sont chargés de remplacer les Athlon Neo X2 6850e (TDP 22 W).
| Modèle            | Nombre de cœurs | Fréquence | Cache       | Cache       | Cache | Mult. | Tension        | Révision                              | Die     | TDP  | HyperTransport | Référence                   | Commercialisation | Commercialisation | Commercialisation |
| Modèle            | Nombre de cœurs | Fréquence | L1          | L2          | L3    | Mult. | Tension        | Révision                              | Die     | TDP  | HyperTransport | Référence                   | Début             | Fin               |                   |
| ----------------- | --------------- | --------- | ----------- | ----------- | ----- | ----- | -------------- | ------------------------------------- | ------- | ---- | -------------- | --------------------------- | ----------------- | ----------------- | ----------------- |
| Athlon II X2 2xx  |                 |           |             |             |       |       |                |                                       |         |      |                |                             |                   |                   |                   |
| X2 280            | 2               | 3,6 GHz   | 2 × 128 Kio | 2 × 1 Mio   |       | ×18   | 1.456 V        | DA-C3                                 |         | 65 W |                | ADX280OCK23GM               | 28 janvier 2013   |                   |                   |
| X2 270            | 2               | 3,4 GHz   |             | 2 × 1 Mio   |       | x17   | 1.424V         | DA-C3                                 |         | 65 W |                |                             | 2011              |                   |                   |
| X2 265            | 2               | 3,3 GHz   | 2 × 128 Kio | 2 × 1 Mio   | -     | ×16,5 | 0,825 - 1,40 V | C3                                    | BL / DA | 65 W | 4,0 GT/s       | ADX265OCK23GM               | 21 septembre 2010 |                   |                   |
| X2 260            | 2               | 3,2 GHz   | 2 × 128 Kio | 2 × 1 Mio   | -     | ×16   | 0,825 - 1,40 V | C3                                    | BL / DA | 65 W | 4,0 GT/s       | ADX260OCK23GM               | 11 mai 2010       |                   |                   |
| X2 255            | 2               | 3,1 GHz   | 2 × 128 Kio | 2 × 1 Mio   | -     | ×15,5 | 0,85 - 1,425 V | C3 (AAEGC AE) C2 (AAEEC AE, NAEIC AE) | BL / DA | 65 W | 4,0 GT/s       | ADX255OCK23GM ADX255OCK23GQ | 25 janvier 2010   |                   |                   |
| X2 250            | 2               | 3,0 GHz   | 2 × 128 Kio | 2 × 1 Mio   | -     | ×15   | 0,85 - 1,425 V | C3 (AAEGC AE) C2 (CAEEC AE, NAEIC AE) | BL / DA | 65 W | 4,0 GT/s       | ADX250OCK23GM ADX250OCK23GQ | 2 juin 2009       |                   |                   |
| X2 245            | 2               | 2,9 GHz   | 2 × 128 Kio | 2 × 1 Mio   | -     | ×14,5 | 0,85 - 1,425 V | C3 (AAEGC AE) C2 (CAEEC AE)           | BL / DA | 65 W | 4,0 GT/s       | ADX245OCK23GM ADX245OCK23GQ | 22 juillet 2009   |                   |                   |
| X2 240            | 2               | 2,8 GHz   | 2 × 128 Kio | 2 × 1 Mio   | -     | ×14   | 0,85 - 1,425 V | C2                                    | BL / DA | 65 W | 4,0 GT/s       | ADX240OCK23GQ               | 22 juillet 2009   | 11 mai 2010       |                   |
| X2 215            | 2               | 2,7 GHz   | 2 × 128 Kio | 2 × 512 Kio | -     | ×13,5 | 0,85 - 1,425 V | C2                                    | BL / DA | 65 W | 4,0 GT/s       | ADX215OCK22GQ               | septembre 2009    |                   |                   |
| Athlon II X2 2xxe |                 |           |             |             |       |       |                |                                       |         |      |                |                             |                   |                   |                   |
| X2 250e           | 2               | 3,0 GHz   |             |             |       |       |                |                                       |         | 45 W |                | AD250EHDK23GM               |                   |                   |                   |
| X2 245e           | 2               | 2,9 GHz   | 2 × 128 Kio | 2 × 1 Mio   | -     | ×14,5 | 0,875 - 1,40 V | C3                                    | BL / DA | 45 W | 4,0 GT/s       | AD245EHDK23GM               | 11 mai 2010       |                   |                   |
| X2 240e           | 2               | 2,8 GHz   | 2 × 128 Kio | 2 × 1 Mio   | -     | ×14   |                | C2                                    | BL / DA | 45 W | 4,0 GT/s       | AD240EHDK23GQ               | 20 octobre 2009   |                   |                   |
| X2 235e           | 2               | 2,7 GHz   | 2 × 128 Kio | 2 × 1 Mio   | -     | ×13,5 |                | C2                                    | BL / DA | 45 W | 4,0 GT/s       | AD235EHDK23GQ               | 20 octobre 2009   |                   |                   |
| Athlon II X2 2x0U |                 |           |             |             |       |       |                |                                       |         |      |                |                             |                   |                   |                   |
| X2 270U           | 2               | 2,0 GHz   | 2 × 128 Kio | 2 × 1 Mio   | -     | ×10   |                | C3                                    | BL / DA | 25 W | 4,0 GT/s       |                             | 3e trim. 2010     |                   |                   |
| X2 260U           | 2               | 1,8 GHz   | 2 × 128 Kio | 2 × 1 Mio   | -     | ×9    | 0,85 - 1,15 V  | C2                                    | BL / DA | 25 W | 4,0 GT/s       | AD260USCK23GQ               | 3e trim. 2009     |                   |                   |
| X2 250U           | 2               | 1,6 GHz   | 2 × 128 Kio | 2 × 1 Mio   | -     | ×8    | 0,85 - 1,15 V  | C2                                    | BL / DA | 25 W | 4,0 GT/s       | AD250USCK23GQ               | 4e trim. 2009     |                   |                   |

### Sargas
Équivalent à l'AMD Sempron Sargas par sa configuration monocore, l'Athlon II Sargas se destine à fournir une entrée de gamme ultra basse consommation qui viendra ainsi remplacer les anciens Athlon 64 2850e et 2650e de type Lima.
| Modèle         | Nombre de cœurs | Fréquence | Cache   | Cache | Cache | Mult. | Tension | Révision | TDP  | HyperTransport | Référence | Commercialisation | Commercialisation | Commercialisation |
| Modèle         | Nombre de cœurs | Fréquence | L1      | L2    | L3    | Mult. | Tension | Révision | TDP  | HyperTransport | Référence | Début             | Fin               |                   |
| -------------- | --------------- | --------- | ------- | ----- | ----- | ----- | ------- | -------- | ---- | -------------- | --------- | ----------------- | ----------------- | ----------------- |
| Athlon II U1x0 |                 |           |         |       |       |       |         |          |      |                |           |                   |                   |                   |
| U160           | 1               | 1,8 GHz   | 128 Kio | 1 Mio | -     |       |         |          | 20 W |                |           | 4e trim. 2009     |                   |                   |

## La gamme Business Class
AMD poursuit l'élargissement de sa gamme Business Class avec les Athlon II. Elle destiné au marché professionnel et se distingue de la gamme grand public par une disponibilité des processeurs pendant 24 mois tandis que les cartes-mères et leur chipset le sont pendant 18 mois. En outre ces modèles, bien que similaires aux modèles grand-public, possèdent une désignation spécifique qui est clairement individualisée depuis les Phenom II. La plate-forme Kodiak est ainsi organisée autour d'un Athlon II (ou d'un Phenom II) couplé à un chipset AMD 785G. Elles se distinguent aussi par l'ajout d'une puce TPM (Trusted Platform Module) 1.2.
| Modèle                   | Nombre de cœurs | Fréquence | Cache       | Cache     | Cache | Mult. | Tension        | Révision | TDP  | HyperTransport | Référence     | Commercialisation | Commercialisation | Commercialisation |
| Modèle                   | Nombre de cœurs | Fréquence | L1          | L2        | L3    | Mult. | Tension        | Révision | TDP  | HyperTransport | Référence     | Début             | Fin               |                   |
| ------------------------ | --------------- | --------- | ----------- | --------- | ----- | ----- | -------------- | -------- | ---- | -------------- | ------------- | ----------------- | ----------------- | ----------------- |
| Athlon II Business Class |                 |           |             |           |       |       |                |          |      |                |               |                   |                   |                   |
| X2 B24                   | 2               | 3,0 GHz   | 2 × 128 Kio | 2 × 1 Mio | -     | ×15   | 0,85 - 1,425 V | C2       | 65 W | 4,0 GT/s       | ADXB24OCK23GQ | 2009              |                   |                   |
| X2 B22                   | 2               | 2,8 GHz   | 2 × 128 Kio | 2 × 1 Mio | -     | ×14   | 0,85 - 1,425 V | C2       | 65 W | 4,0 GT/s       | ADXB22OCK23GQ | 2009              |                   |                   |

## La gamme Mobile
À l'occasion de l'ouverture du 63e festival de Cannes, AMD a dévoilé sa nouvelle plate-forme Vision initialement nommé Danube. Outre des Phenom II et Turion II, AMD propose aussi des Athlon II mais ils se distinguent par leur conception basée sur l'ancienne architecture K8. On distingue les modèles standards au bus HyperTransport à 3,6 GT/s proche des versions bureau (4,0 GT/s) et les modèles Neo à destination des portables ultra-fins et des netbooks (TDP inférieur à 20 W). Parmi les modèles standards, les M3x0 se distinguent par le support de la DDR2, le reste de la gamme supportant la DDR3 et la DDR3L (variante basse consommation).
| Modèle                 | Nombre de cœurs | Fréquence | Cache       | Cache       | Cache | Mult. | Tension         | Révision | TDP  | HyperTransport | Référence     | Commercialisation | Commercialisation | Commercialisation |
| Modèle                 | Nombre de cœurs | Fréquence | L1          | L2          | L3    | Mult. | Tension         | Révision | TDP  | HyperTransport | Référence     | Début             | Fin               |                   |
| ---------------------- | --------------- | --------- | ----------- | ----------- | ----- | ----- | --------------- | -------- | ---- | -------------- | ------------- | ----------------- | ----------------- | ----------------- |
| Athlon II série N et P |                 |           |             |             |       |       |                 |          |      |                |               |                   |                   |                   |
| N350                   | 2               | 2,4 GHz   | 2 × 128 Kio | 2 × 512 Kio | -     | x12   | 0.925 - 1,125 V | C3       | 35 W | 3,6 GT/s       | AMN350DCR22GM | octobre 2010      |                   |                   |
| N330                   | 2               | 2,3 GHz   | 2 × 128 Kio | 2 × 512 Kio | -     | x11.5 | 0.925 - 1,125 V | C3       | 35 W | 3,6 GT/s       | AMN330DCR22GM | 12 mai 2010       |                   |                   |
| P340                   | 2               | 2,2 GHz   | 2 × 128 Kio | 2 × 512 Kio | -     | x11   | 0.925 - 1,125 V | C3       | 25 W | 3,6 GT/s       | AMP340SGR22GM | octobre 2010      |                   |                   |
| P320                   | 2               | 2,1 GHz   | 2 × 128 Kio | 2 × 512 Kio | -     | x10.5 | 0.925 - 1,125 V | C3       | 25 W | 3,6 GT/s       | AMP320SGR22GM | 12 mai 2010       |                   |                   |
| Athlon II M3x0         |                 |           |             |             |       |       |                 |          |      |                |               |                   |                   |                   |
| M360                   | 2               | 2,3 GHz   | 2 × 128 Kio | 2 × 512 Kio | -     | x11.5 | 0.925 - 1,125 V | C3       | 35 W | 3,6 GT/s       | AMM360DBO22GQ | mai 2010          |                   |                   |
| M340                   | 2               | 2,2 GHz   | 2 × 128 Kio | 2 × 512 Kio | -     | x11   | 0.925 - 1,125 V | C3       | 35 W | 3,6 GT/s       | AMM340DBO22GQ | septembre 2009    |                   |                   |
| M320                   | 2               | 2,1 GHz   | 2 × 128 Kio | 2 × 512 Kio | -     | x10.5 | 0.925 - 1,125 V | C3       | 35 W | 3,6 GT/s       | AMM320DBO22GQ | septembre 2009    |                   |                   |
| M300                   | 2               | 2,0 GHz   | 2 × 128 Kio | 2 × 512 Kio | -     | x10   | 0.925 - 1,125 V | C3       | 35 W | 3,6 GT/s       | AMM300DBO22GQ | septembre 2009    |                   |                   |
| Athlon II Neo          |                 |           |             |             |       |       |                 |          |      |                |               |                   |                   |                   |
| K325                   | 2               | 1,3 GHz   | 2 × 128 Kio | 2 x 1 Mio   | -     | x6.5  | 0.925 - 1,125 V | C3       | 12 W | 2,0 GT/s       | AMK325LAV23GM | 12 mai 2010       |                   |                   |
| K125                   | 1               | 1,7 GHz   | 128 Kio     | 1 Mio       | -     | x8.5  | 0.925 - 1,125 V | C3       | 12 W | 2,0 GT/s       | AMK125LAV13GM | 12 mai 2010       |                   |                   |